# Ulica Gołaśka w Krakowie
Ulica Gołaśka w Krakowie – ulica znajdująca się w dzielnicy XI Podgórze Duchackie, na osiedlu Wola Duchacka Zachód. Ulica ma długość około 900 m. Łączy ul. Beskidzką z ul. Witosa.

## Pochodzenie nazwy
Gołaśka - zdaniem geodety miejskiego Zdzisława Gajewskiego ("Gazeta Krakowska" 1983) nazwa pochodzi z XIII w., kiedy słowem "gołaszka" określało się nie porośnięte, czyli gołe wzgórze. "Słownik języka polskiego" J. Karłowicza, A. Kryńskiego, W. Niedźwieckiego przedstawiając stare słowa gołoć, gołocie tłumaczy, że było to "miejsce gołe, szczególnie przestrzeń nie porośnięta ziemniakami, miejsce nieurodzajne, brak roślinności" i przytacza np. słowa historyka dziejów Krakowa Józefa Gackiego (1805 - 1876): "Gołoci mało na tej łące w wszystko las a zarośla". Od gołoci wzięła się gołaszka i dalej gołaśka, która została do dziś, m.in. właśnie w nazwie krakowskiej ulicy.
Ze względu na swoje brzmienie nazwa ta staje się obiektem żartów. Przykładowo w Dzienniku Polskim w rubryce "Donosy" zamieszczona została następująca informacja: „Jeden z mieszkańców ulicy Gołaśka na Woli Duchackiej informuje nas, że nazwę tę przypięto ulicy dlatego, iż „mieszkała tu umysłowo chora panna imieniem Jaśka, która podnosiła kieckę do góry i pokazywała goły tyłek, więc ludzie nazwali ją Gołaśką". Pomyśleć, że w czasach, gdy jedni nie chcą mieszkać przy ulicy pokazującej kiedyś tyłek Jaśki – inni gotowi nieźle zapłacić za obejrzenie Janiny, która zdejmuje ubranie pod szyldem „Estrady” czy przedsiębiorstwa rozrywkowego”.